# Evert van Benthem
Evert van Benthem (Ens, 21 november 1958) is een Nederlands schaatser die twee jaar achter elkaar (1985 en 1986) de Elfstedentocht won. Sinds 1999 woont hij in Canada.

## Biografie

### Elfstedentocht

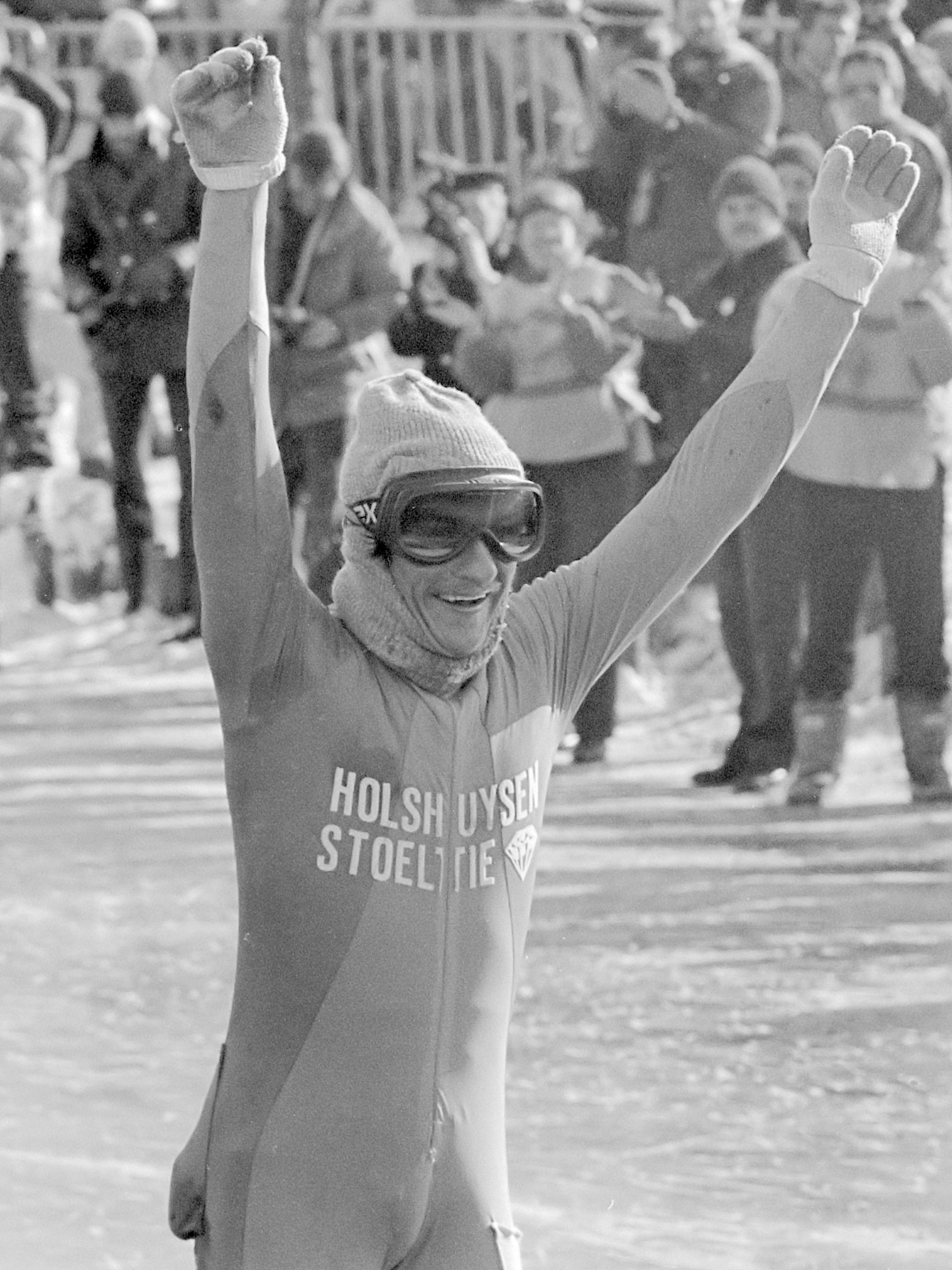
Evert van Benthem gaat juichend over de finish, 26 februari 1986

Van Benthem groeide op in Ens in de Noordoostpolder. Als boer in de Leeuwte (tussen Sint Jansklooster en Vollenhove) kreeg hij landelijke bekendheid toen hij op 21 februari 1985 de 13de Elfstedentocht weet te winnen. Samen met de marathonrijders Jan Kooiman, Jos Niesten en Henri Ruitenberg naderde hij als eerste de finish. In de eindsprint behaalde Van Benthem uiteindelijk een nipte overwinning. Pas na de finish kwam hij tot de ontdekking dat er een stuk uit het ijzer van zijn schaats was afgebroken. Deze schaats werd later in het Eerste Friese Schaatsmuseum tentoongesteld.
Het jaar daarop werd er weer een Elfstedentocht gereden. Tijdens deze 14e Elfstedentocht, op 26 februari 1986 reden Rein Jonker en Robert Kamperman in de frontlinie met Van Benthem mee. Van Benthem bleef echter aan kop en stond die positie niet meer af. Hij bleek wederom de sterkste en won de wedstrijd met een tijd van 6.55.17 uur.
De volgende Elfstedentocht was in 1997 toen Van Benthem inmiddels was gestopt als wedstrijdschaatser. Hij reed deze tocht als tourrijder en maakte er een ereronde van. In sommige steden was het onthaal zo geweldig dat hij zelfs nog eens terugschaatste. Tijdens deze koers nam hij een pauze om de finale van de wedstrijdrijders te bekijken op televisie en zag hij zijn jongere broer Henk vierde worden.

### Emigratie
In de zomer van 1999 nam het gezin Van Benthem het besluit om naar Canada te emigreren. Door strenge regelgeving werd het volgens hem namelijk steeds moeilijker om zijn boerenbedrijf te runnen. Hij bevond zich in een natuurgebied en kon daardoor niet uitbreiden. Maar ook de bussen met toeristen die een blik van zijn veehouderij en kaasboerderij wilden opvangen, zorgde ervoor dat het 'gewoon boer zijn' voor hem in Nederland voor zijn gevoel onmogelijk was geworden. Overigens had hij halverwege de jaren 80 al plannen voor emigratie naar Nieuw-Zeeland, maar door zijn overwinningen bij de Elfstedentocht werden deze plannen op de lange baan geschoven.
Hij verhuisde met zijn gezin naar Spruce View, een kleine plaats in de provincie Alberta, gelegen tussen Calgary en Edmonton in het westen van Canada. Op 26 kilometer afstand van hun boerderij ligt het Sylvanmeer, dat ieder jaar dichtvriest. Op initiatief van Van Benthem wordt er sinds 2003 een jaarlijkse marathon van 200 kilometer (de afstand van de Elfstedentocht) op gereden. Dat eerste jaar deden er alleen Canadezen mee, in het tweede jaar ook zo'n 100 Nederlanders.
Van Benthem is getrouwd en heeft drie zonen.

### 2024
In 2024 werd bekend dat er per toeval beelden opgedoken waren van een van de ontsnappingen van de kopgroep van Van Benthem in de Elfstedentocht van 1986. Vanwege de ligging van een brug tussen Wier en Vrouwenparochie kon de ontsnapping niet bij de televisieregistratie gefilmd worden, drie anderen filmden op die plek.
In 2024 kwam er een boek uit over Van Benthem. Het boek werd geschreven door Ron Couwenhoven en de vrouw van Van Benthem, die co-auteur van het boek is.

## Resultaten
| jaar | Elfstedentocht | Noordwesthoekrit | Rottemerentocht |
| ---- | -------------- | ---------------- | --------------- |
| 1985 | Goud           | Zilver           | -               |
| 1986 | Goud           | Goud             | Goud            |
| 1996 | -              | 4e               | -               |

## Trivia
- In zijn voormalige woonplaats Ens is een sporthal naar de schaatser vernoemd: "Evert van Benthemhal".
- Enkele malen was Van Benthem de hoofdfiguur in een televisiereclame(reeks). In 1987 werd beweerd dat hij met Calvé Pindakaas een goede en sterke schaatser is geworden. In 2005 en 2006 trad hij op in meerdere reclames voor Unox, waarin onder andere boerenkool werd aangeprezen. In 2008 trad hij op in een reclame voor "Canada Vastgoed" van Bridgecreek. Ook trad hij op in een spotje voor de SNS Bank.
- Na het voor de tweede keer winnen van de Elfstedentocht werd Van Benthem televisiepresentator van het programma Groen en Grondig van de TROS.